# ديفيد مين (لاعب كرة قدم)
ديفيد مين (بالهولندية: David Min)‏ هو لاعب كرة قدم هولندي، ولد في 23 يونيو 1999 في زاندام في هولندا.

## وصلات خارجية
- ديفيد مين على موقع قاعدة بيانات كرة القدم.إي يو (الإنجليزية)
- ديفيد مين على موقع ليكيب (الفرنسية)
- ديفيد مين على موقع Soccerway.com (الإنجليزية)